# Torre de defensa (Tàrrega)
La Torre de defensa és una torre de defensa de Tàrrega (Urgell) inclosa a l'Inventari del Patrimoni Arquitectònic de Catalunya.
Aquesta torre de defensa data suposadament de la mateixa època que les muralles (segle XV). Té unes considerables dimensions i és perfectament visible des de locals comercials diferents que es troben a la Plaça el Carme. La part visible està feta amb carreus de pedra i al formar part d'ambients interiors està perfectament conservada.